# 上海市世界外国语小学

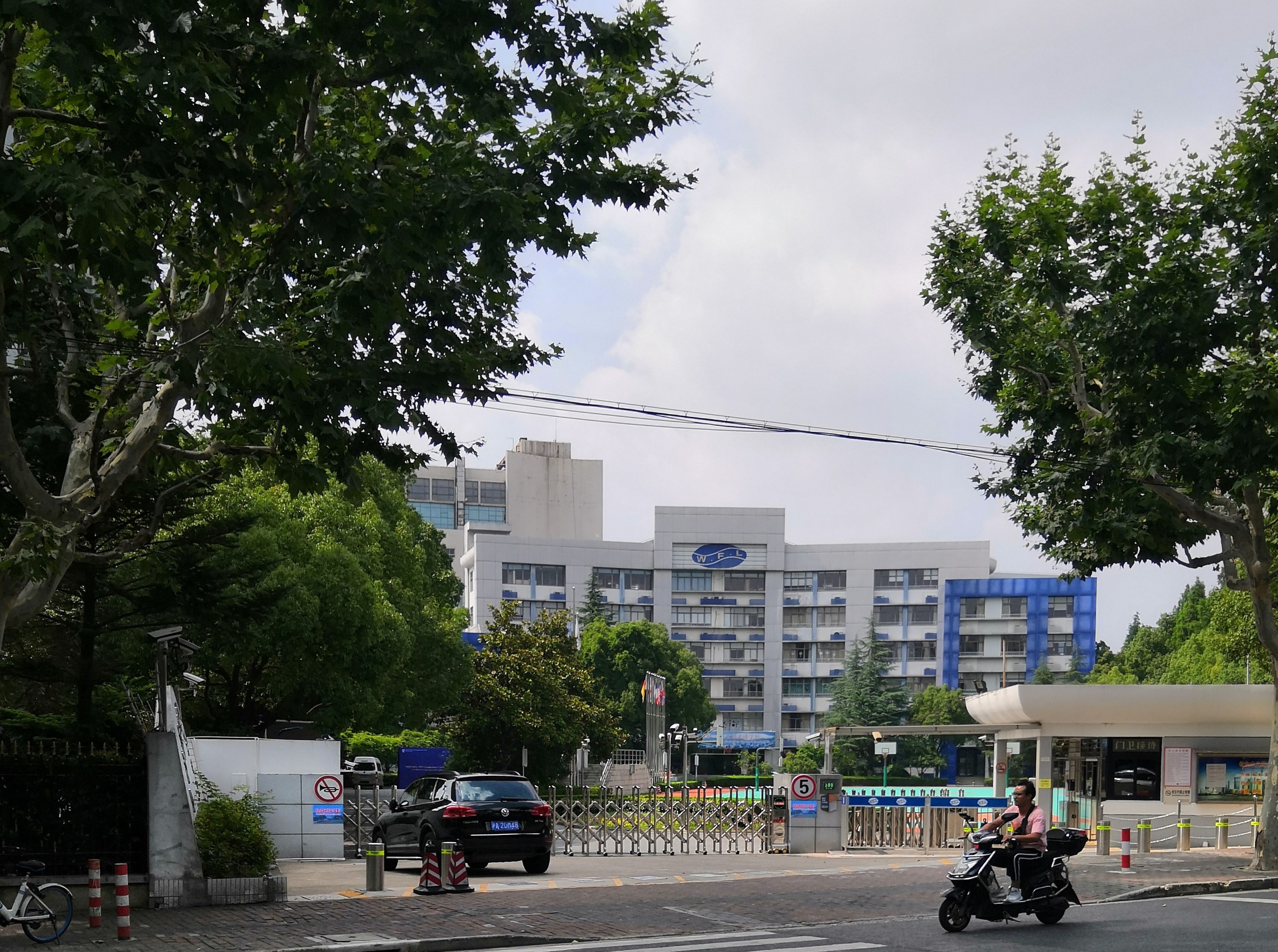
上海市世界外国语小学东校区

上海市世界外国语小学，简称世外小学，是上海市徐汇区的一所以外国语为特色的民办小学。该校原为公办学校，创办于1993年，2005年转为民办非企业单位，并由均瑶集团接手，被认为是上海市最好的民办小学之一。
该校有两个校区：东校区位于徐汇区浦北路，为境外部和PYP部（国际文凭小学项目）所在地，每学年只招收三个班84名学生；西校区位于桂林西街，则为境内部所在地。